# Oyayubi Point
Der Oyayubi Point (japanisch 親指岬 Oyayubi-misaki, deutsch ‚Daumenspitze‘) ist eine Landspitze, die das südliche Ende der Insel Oyayubi Island vor der Prinz-Harald-Küste des ostantarktischen Königin-Maud-Lands markiert.
Vermessungen und Luftaufnahmen der von 1957 bis 1962 durchgeführten japanischen Antarktisexpedition dienten ihrer Kartierung. Die 1972 durch japanische Wissenschaftler vorgenommene Benennung, die an diejenige des nördlich benachbarten Kap Nakayubi (japanisch 中指岬 Nakayubi-misaki, deutsch ‚Mittelfingerspitze‘) anlehnt, übertrug das Advisory Committee on Antarctic Names im Jahr 1975 ins Englische.